# Alcatel SEL
Die Alcatel SEL AG mit Sitz in Stuttgart-Zuffenhausen war eine Tochter des ehemaligen Telekommunikationsausrüsters Alcatel. Sie galt als Nachfolger der 1958 gegründeten Standard Elektrik Lorenz AG (SEL), einem Mischkonzern der Elektrobranche, der sich als Teil der amerikanischen International Telephone and Telegraph (ITT) in den 1960er und 1970er Jahren zu einem der zehn größten deutschen Unternehmen entwickelt hatte. Nach Verkauf an die französische Compagnie Générale d’Électricité (CGE) geriet das Unternehmen Ende der 1980er Jahre in wirtschaftliche Schwierigkeiten. Unter dem Dach von Alcatel N.V., einer Tochter der CGE, blieb nur ein Unternehmenskern um die Nachrichtentechnik erhalten, der ab 1993 als Alcatel SEL AG firmierte.
Die Alcatel SEL AG war in sechs Geschäftsbereichen tätig: Vermittlungssysteme, Übertragungssysteme, Funksysteme, Bahnen, Verteidigung und Bürokommunikation. Im wiedervereinigten Deutschland war das Unternehmen maßgeblich am Aufbau der Telekommunikations-Infrastruktur der neuen Bundesländer beteiligt. Seine Größe nahm im harten internationalen Wettbewerb und über den Verkauf nicht länger zum Kerngeschäft gerechneter Bereiche und Töchter weiter ab.
Zum Jahresende 2006 fusionierte die zwischenzeitlich in Alcatel S.A. umbenannte Muttergesellschaft mit der amerikanischen Lucent Technologies, Inc. zu Alcatel-Lucent S.A. Wenig später legte der neue Konzern die Alcatel SEL AG mit den von Lucent eingebrachten Beteiligungen in Nürnberg zur Alcatel-Lucent Deutschland AG zusammen. Im Jahr 2011 verlegte der Konzern die auch zuvor schon sehr weitgehend durch die Konzernzentrale wahrgenommene Steuerung des Geschäfts seiner Auslandstöchter auch formell nach Paris. Beim Unternehmen verbliebene Bereiche gehören mittlerweile zur finnischen Nokia, die Anfang 2016 durch einen Aktientausch Alcatel-Lucent übernommen hat.

## Geschichte

### Vorgeschichte
Die Wurzeln des Unternehmens reichen in die Gründerzeit der deutschen Elektroindustrie zurück, vor allem auf die beiden ursprünglich als Telegraphen-Bauanstalten in Berlin gegründeten Unternehmen C. Lorenz von 1880 und Mix & Genest von 1897. Beide wurden um das Jahr 1930 von der amerikanischen  International Telephone and Telegraph Corporation (ITT) bzw. deren Holding für das Deutsche Reich Standard Elektrizitäts-Gesellschaft (SEG) übernommen. Während des Zweiten Weltkriegs wurden sie in reine Rüstungsbetriebe verwandelt und durch Kriegseinwirkung weitgehend zerstört. Den Wiederaufbau ihrer Töchter in der noch jungen Bundesrepublik Deutschland verlegte ITT nach Stuttgart-Zuffenhausen und verschmolz nacheinander sämtliche Beteiligungen bis 1958 auf nur noch ein Unternehmen, die Standard Elektrik Lorenz AG.
Wie bei ihren Stammfirmen waren auch die Geschäfte der Standard Elektrik Lorenz in großem Umfang durch Staatsaufträge geprägt. Vor allem als Amtsbaufirma für die Deutsche Bundespost. Über die traditionelle Stärke der C. Lorenz als Pionier in der Funktechnik, war das Unternehmen aber auch Ausrüster im Bereich Luft- und Raumfahrttechnik, industrieller Partner für den BOS-Funk und lieferte nach der Wiederbewaffnung Ausstattung für die Bundeswehr, vor allem Feldtelefone und Funkgeräte. Ein großer Bereich lieferte auch Verkehrstechnik für die Deutsche Bahn. Mehrere Versuche, auf den Markt für Computer und Informationstechnik vorzudringen, waren zwar nicht nachhaltig, führten aber zur Produktion von Peripheriegeräte oder Software. Ein großer Bereich für Unterhaltungselektronik mit den Marken „Schaub-Lorenz“ und „Graetz“ war der erste Unternehmensteil, der abgetrennt und Anfang des Jahres 1988 an die finnische Nokia verkauft wurde. Die meist nur abgekürzt als SEL bezeichnete Standard Elektrik Lorenz glänzte durch Innovationen und erhielt eine Vielzahl Patente, verfügte aber auf keinem Geschäftsfeld über die notwendige Größe und Finanzkraft, um die Stellung des Marktführers Siemens ernsthaft in Frage zu stellen. Der Muttergesellschaft ITT gelang es nicht, den Sprung von Europa auf den von AT&T beherrschten Heimatmarkt in den Vereinigten Staaten zu schaffen und entschied sich bei sinkenden Umsätzen und Gewinnen in den 1980er Jahren schließlich zum Ausstieg.
Die Compagnie Générale d’Électricité (CGE) aus Paris, mit ihrem bislang auf Frankreich beschränkten Geschäft in ähnlicher Lage, glaubte in einer „Hochzeit des Jahrhunderts mit ITT“ einen Telekommunikationsausrüster von Weltrang schmieden zu können, mit dem sich die Situation grundlegend ändern würde. Als Ergebnis entstand 1987 das Unternehmen Alcatel N.V., bereits ab Gründung in 75 Staaten vertreten und mit rechnerischem Weltmarktanteil von ca. 12 % der zweitgrößte Hersteller nach AT&T. Der Zeitpunkt schien günstig. Die bislang streng geregelten Märkte mit Auftragsvergabe nur an die heimische Industrie begannen sich – angefangen in Deutschland – für den Wettbewerb zu öffnen. Bei Standard Elektrik Lorenz setzte man außerdem nur wenig später auf Risiko, um das Tauwetter im Osten Europas und die deutsche Wiedervereinigung zu nutzen und einen neuen Markt zu erobern, der auf mehrere hundert Milliarden DM geschätzt wurde. Eine teure Fehleinschätzung. Auch die Marktöffnung im Westen Europas kam langsamer voran als erwartet. In Frankreich drehte die finanziell unter Druck geratene staatseigene CGE das Rad eher wieder zurück. Zerwürfnisse im Management infolge eines radikal veränderten Führungsstils und Skandale um führende Köpfe verschärften die Krise dramatisch. Unter dem Dach von Alcatel N.V. wurden auch traditionsreiche Geschäftsbereiche der SEL auf den Prüfstand gestellt und soweit sie nicht zum Kerngeschäft zählten und Gewinne erwirtschafteten, nach und nach verkauft oder geschlossen. In immer kürzeren Abständen musste das Unternehmen Entlassungen ankündigen.

### Alcatel SEL
Im Jahr 1992 änderte der im Konzern verbliebene Unternehmenskern seinen Namen auf Alcatel SEL AG. Im Jahr zuvor hatte auch der französische Mutterkonzern seinen Namen von Compagnie Générale d’Électricité in Alcatel-Alsthom geändert. Die wirtschaftliche Situation verschlechterte sich unter dem neuen Namen weiter. Im Bereich Fernsprechanlagen, Telefonvermittlungs- oder Richtfunksystemen erlitt Alcatel SEL im Jahr 1994 rund eine Million Mark Verlust am Tag. Am 28. April erklärte der Vorstand, er werde das Stammwerk in Stuttgart schließen und die Standorte Mannheim und das ostdeutsche Rochlitz aufgeben. Am Ende des Jahres lag der Verlust bei 500 Millionen DM. Etwa 5.000 der 21.000 Beschäftigten sollten bis Ende 1995 abgebaut werden. Gerhard Zeidler, den im Frühjahr 1989 die Arbeitnehmervertreter im Aufsichtsrat gegen den Wunsch der Franzosen als Vorstandsvorsitzenden der SEL durchgesetzt hatten, wurde durch Peter Landsberg als Sprecher einer weitgehend neu besetzten Führungsmannschaft abgelöst.
Zum Erhalt des Werks in Mannheim-Käfertal, formierte sich eine politische Initiative. Die Stadt Mannheim investierte eine halbe Million DM, die Landesregierung von Baden-Württemberg und die Europäische Union beteiligten sich mit zusammen 4 Millionen DM. Darüber hinaus kaufte die Landeskreditbank für 16 Millionen DM das Betriebsgrundstück, um es anschließend an Alcatel SEL zurückzuvermieten. Auf den frei werdenden Flächen war ein Technologiepark geplant. Nach einer Vereinbarung im Juli 1995, der sogenannten „Mannheimer Erklärung“, sollte das Stuttgarter Unternehmen 410 Arbeitsplätze in Mannheim dauerhaft erhalten. Im Jahr 1997 erklärte Alcatel SEL erneut, das Werk müsse zum Jahresende schließen. Die Gewerkschaft IG Metall und der Betriebsrat kündigten erbitterten Widerstand an und in der Politik betrachtete man die Pläne als Vertragsbruch. Vorstandschef Roland Mecklinger erklärte, das unter seinem Vorgänger Peter Landsberg verhandelte und von einem Vorstandskollegen unterzeichnete Papier sei lediglich eine „von der Politik gewünschte Absichtserklärung“ gewesen, an die er nicht gebunden sei. Zu den zahlreichen arbeitsgerichtlichen Prozessen, die bereits an den verschiedenen Standorten mit Betriebsräten und Gewerkschaft über umstrittene Entscheidungen oder wegen nicht eingehaltener Zusagen geführt wurden, kam im Juni 1997 eine Klage der Stadt Mannheim hinzu. Ministerpräsident Erwin Teufel erregte sich öffentlich, die Vereinbarung sei „doch kein Kaffeekränzchen“ gewesen und konterte das Angebot von Mecklinger zur Zahlung von Schadenersatz mit den Worten: „Wir wollen kein Geld, sondern die Arbeitsplätze erhalten“. Öffentliche Aufträge für die Wehrtechnik, die in Mannheim überwiegend hergestellt wurde, konnte oder wollte er SEL aber auch nicht verschaffen und auf juristischem Wege war die Schließung nicht zu verhindern. Es ging letztlich nur noch um einen Betrag für den Sozialplan.

In den späteren Jahren verzichtete Stuttgart auf eine Unterscheidung und verwendete dasselbe Logo wie die Muttergesellschaft aus Frankreich

Im Jahr 1997 waren bei Alcatel SEL AG noch etwa 13.800 Mitarbeiter beschäftigt, die einen Umsatz von 5,7 Mrd. DM erwirtschafteten. Im September verkaufte das Unternehmen seinen Bereich Motoren und Lüfter einschließlich der Tochtergesellschaft Hans Heynau GmbH. Damit ging der gesamte Standort Landshut mit etwa 600 Mitarbeitern an die ebm Industrie GmbH aus Mulfingen, heute Ebm-papst. Im darauffolgenden Jahr wurden die Bereiche „Verteidigungs-Elektronik“, bzw. „Alcatel Air Navigation Systems“ an Thomson CSF verkauft, ein Vorgängerunternehmen der im Jahr 2000 gebildeten Thales Group.
Auf der Hauptversammlung im Juli 2001 erklärte Andreas Bernhard, neuer Vorstandsvorsitzender der Alcatel SEL seit März 2000, er könne zu den Ausgliederungsplänen von Alcatel-Chef Serge Tchuruk keine Aussage machen. Der Franzose hatte angekündigt, der TK-Ausrüster werde bald ein Unternehmen ohne Fabriken sein (Originalton: „fabless“). In Deutschland waren Werke in Arnstadt, Bonndorf, Dresden, Warstein und Gunzenhausen mit insgesamt 2500 Angestellten betroffen. Nach massiver Kritik von Gewerkschaften ruderte die Konzernführung zumindest teilweise zurück. Kurz zuvor hatte die Muttergesellschaft mit der amerikanischen Lucent Technologies über eine Fusion der beiden Unternehmen verhandelt. Man hatte sich über die künftigen Besitzverhältnisse und die Kontrolle des Managements jedoch nicht einigen können und die Gespräche abgebrochen. Die im Anschluss vorgelegten Pläne des Konzerns zur Stellenkürzung gingen über das aus den Vorjahren gewohnte Niveau hinaus. Etwa jeder zehnte Arbeitsplatz von 9.000 Stellen in Deutschland wurde gestrichen. Bundesweit demonstrierten etwa 3.000 Arbeitnehmer, um sich gegen eine „Kündigung auf Vorrat“ zu wehren. Nichtsdestotrotz fielen diese und weitere 1.400 Jobs im darauffolgenden Jahr dem Rotstift zum Opfer.
Im November 2002 nahm das Unternehmen in Stuttgart ein UMTS-Testnetz für Entwickler in Betrieb, die ab sofort im sogenannten „3G Reality-Center“ ihre Applikationen ausprobieren konnten. Ähnliche Zentren hatte der Netzausrüster zuvor schon in Kuala Lumpur, Lissabon, Malmö, Paris, Shanghai und Taipeh eingerichtet.
Nachdem es zu „unterschiedlichen Auffassungen über die Geschäftspolitik“ gekommen war, verließ Andreas Bernhard im Frühjahr 2004 das Unternehmen, 18 Monate später übernahm er eine neue Aufgabe im Bereich Communications bei Siemens. Der Produktionsstandort Stuttgart-Zuffenhausen wurde zum 30. Juni 2005 geschlossen, die Mitarbeiter zu einem großen Teil vom amerikanischen IT-Dienstleister CTDI übernommen. Der gesamte Hauptstandort mit 249.000 m2 Gelände wurde im gleichen Jahr an die Deltona Real Estate GmbH verkauft, aber für die Unternehmensverwaltung und zum Abriss bzw. Umbau der Gebäude wieder zurückgemietet. Ende des Jahres 2005 hatte Alcatel in Deutschland noch rund 5.200 Beschäftigte in Stuttgart, Arnstadt, Berlin, Bonndorf und Hannover, mit denen sie einen Umsatz von 1,2 Milliarden Euro erzielte.

### Nachfolger
Der Mutterkonzern Alcatel und Lucent-Technologies nahmen erneut Fusionsgespräche auf. Nachdem sie am 1. Dezember 2006 schließlich zu Alcatel-Lucent fusionierten, übertrug im Verlauf des Jahres 2007 der neue Konzern rückwirkend zum 1. Januar alle Anteile an der Lucent Technologies Network Systems GmbH aus Nürnberg auf die Alcatel SEL AG und verschmolz die beiden Töchter miteinander. Das verbliebene Unternehmen wurde in Alcatel-Lucent Deutschland AG umbenannt und die bislang weitergeführte Abkürzung „SEL“ abgelegt.
Im Zuge der Fusion wurde auch die SEL-Transportsparte an Thales Group verkauft. Die noch als Tochter bei Alcatel-Lucent verbliebene Dunkermotoren, ein Hersteller von Antriebssystemen in Bonndorf, ging im Jahr 2009 an die deutsch-schwedische Private-Equity-Gesellschaft Triton Partners, die das Unternehmen 2012 an Ametek weiterverkaufte.
Am 1. Januar 2011 führte Alcatel-Lucent das „Prinzipal-Modell“ ein. Ab diesem Zeitpunkt wurde das gesellschaftliche Risiko, die Ausübung der für die Wertschöpfung bestimmenden Faktoren und alle wesentlichen Vermögensgegenstände von der deutschen Tochter auf ihren „Prinzipal“, die Alcatel-Lucent International S.A.S. mit Sitz in Boulogne-Billancourt übertragen. Die Betriebe in Berlin, Bonn, Hannover, München und Neu-Isenburg wurden im Verlauf des Jahres 2013 geschlossen, im Rahmen einer Konzentration auf die deutschen Hauptstandorte der ehemaligen Firmen in Stuttgart (Alcatel SEL) und Nürnberg (Lucent Technologies). Zur gleichen Zeit löste man die Tochtergesellschaften Alcatel-Lucent Networks GmbH und Alcatel-Lucent Internetworking Deutschland GmbH auf und übertrug deren Geschäft auf die Alcatel-Lucent Deutschland AG. Im Herbst 2014 wurde Alcatel-Lucent Enterprise, die Enterprise-Sparte des Unternehmens für 202 Mio. Euro an die Investmentgesellschaft China Huaxin verkauft.
Im April 2015 legte Nokia dem Alcatel-Lucent-Konzern ein Übernahmeangebot für 15,6 Milliarden Euro in Aktien vor. Nach erfolgreichem Abschluss dieses Geschäfts, traten ab 14. Januar 2016 beide Firmen gemeinsam unter dem Namen Nokia auf. Soweit „Alcatel“ und „Alcatel-Lucent“ weiterhin Verwendung finden, handelt es sich nur noch um deren frühere Partner oder ehemalige Teilbereiche, die sich bei ihrer Trennung den Markennamen und seine Weiterverwendung vertraglich gesichert haben. Im August 2017 gingen die Reste der Alcatel-Lucent Deutschland mit dem Betrieb in Zuffenhausen in der Nokia Solutions and Networks GmbH & Co. KG auf.

## Betriebskrankenkasse
Die Betriebskrankenkasse der Standard Elektrik Lorenz änderte ihren Namen auf Alcatel SEL BKK. Ende des Jahres 2006 hatte sie etwa 60.000 Versicherte. Zur Alcatel-Lucent Deutschland AG ging sie nicht mehr mit über. Am 1. Januar 2007 fusionierte sie mit der etwa gleich großen, bereits im Jahr 1996 als Verbund zahlreicher kleinerer Betriebskrankenkassen entstandenen BKK futur, die am 1. Januar 2012 auf die BKK Verkehrsbau Union (BKK VBU) verschmolzen wurde.

## Alcatel SEL Stiftung
Die bereits von Standard Elektrik Lorenz am 21. Oktober 1979 gegründete gemeinnützige Stiftung zur Förderung von Forschungsarbeiten, die zum besseren Zusammenwirken von Mensch und Technik in Kommunikationssystemen beitragen passte ihre Bezeichnung an den neuen Unternehmensnamen an. Bis zu ihrem 25-jährigen Jubiläum im Jahr 2004, unter dem Motto „für eine menschengerechte Technik“, hatte sie nach eigenen Angaben mehr als 500 Vortragsveranstaltungen und über 150 Publikationen gefördert. Neben dem Forschungspreis Technische Kommunikation, der mit 20.000 Euro höchstdotierten Einzelauszeichnung für außerindustrielle Forschung, wurden jährlich auch bis zu zwei abgeschlossene wirtschaftswissenschaftliche Dissertationen zum Themenkreis „Kommunikations- und Informationstechnik“ mit einem Preis von je 5.000 Euro ausgezeichnet.
Nach Entstehung der Alcatel-Lucent wurde der Stiftungsname erneut an den Unternehmensnamen angepasst auf Alcatel-Lucent Stiftung für Kommunikationsforschung. Mitte 2015 erklärte die Stiftung auf ihrer Webseite, dass aufgrund der wirtschaftlichen Lage ihrer Spender die zukünftige Arbeit ungewiss sei. Sie scheint ihre Tätigkeit seit diesem Zeitpunkt eingestellt zu haben.